# 遠藤波津子
初代 遠藤 波津子（えんどう はつこ、1862年6月5日（文久2年5月8日）- 1933年（昭和8年）6月2日）は、日本の美容家。銀座に日本初の洋式美容室第1号を開いた。 旧姓・富岡ハツ。相模国足柄郡土肥郷（現・神奈川県湯河原町）出身。

## 来歴
相模国足柄郡土肥郷（現・神奈川県湯河原町）に生まれる。遠藤芳之助と結婚し、旅館業を営む。
1901年、警視庁令〈理髪営業取締規則〉により美容業が正業と認められた。理髪は理容と結髪(美容)を含んでいた。明治40年前後には「衛生美容術」や「美容と化粧」などの美容書が出版され、この時期から急速に洋風の美容が普及していた。
1905年（明治38年）東京でアメリカ式美顔術を導入して店を開き、初代遠藤波津子となる。美顔術をうたった今日のような美容院を開業したのは、遠藤波津子が最初である。以後美容全般にわたり事業を拡大、東京婦人美容協会初代会長を務めた。墓所は谷中霊園寛永寺墓地。

## 著書
- 『正しい化粧と着付』1926年、婦女界社（復刻1997年、女性モード社）
- 『化粧と着付』
- 『遠藤波津子の世界 婚礼衣裳』